# Соровский овраг
Соровский овраг (Соровской овраг, Змеёвка) — малая река в районе Орехово-Борисово Южное Южного административного округа Москвы, нижний правый приток Шмелёвки. Возможно, своё первое название река получила от антропонима. Точное происхождение гидронима «Змеёвка» неизвестно. В книге Юрия Андреевича Насимовича «Реки, озёра и пруды Москвы» указывается, что так обычно называют петляющие реки, что не соответствует прямому руслу Соровского оврага. Вероятно, это наименование обозначает возможное обитание змей вдоль реки.
Длина реки составляет 1,9 км, в пределах Москвы — 370 метров. Площадь водосборного бассейна — 1,5 км². Постоянное течение устанавливается на протяжении одного километра. Исток Соровского оврага расположен вне территории Москвы. Водоток проходит на север и пересекает МКАД в 1,5 километрах к юго-западу от Бесединских мостов. Впадает в Шмелёвку к югу от Бесединского шоссе.